# Metro Report International
Metro Report International — англоязычный ежеквартальный деловой журнал для специалистов в области общественного транспорта, который освещает деятельность таких отраслей как метро, легкорельсовый транспорт, трамвай и пригородные поезда. Издание публикует новости и статьи о городском транспорте со всего миру, с картами и данными о проектах. Обзор рынка подвижного состава включает подробные списки заказов на вагоны метро и низкопольные трамваи.

## История
История Metro Report International началась в 1885 году, когда был запущен журнал Developing Metros, который стал ежегодным приложением к Railway Gazette International. В 1988 году Developing Metros был переименован в Metro Report, а в 2008 году — в Metro Report International.
Владельцем Metro Report International является DVV Media Group, входящая в группу Deutsche Verkehrs Verlag из Гамбурга.